# 2-Acrylamido-2-methylpropansulfonsäure
2-Acrylamido-2-methylpropansulfonsäure (Warenzeichen von Lubrizol: AMPS) ist eine chemische Verbindung aus der Gruppe der Sulfonsäuren. Die auch als 2-Acrylamido-tert-butylsulfonsäure (ATBS) bezeichnete Verbindung ist ein sehr reaktionsfähiges und gut wasserlösliches Acrylmonomer, das hochmolekulare Homopolymere (Molekülmasse >2 Mio.) mit außergewöhnlichen Produkteigenschaften bildet und mittels radikalischer Copolymerisation mit anderen Monomeren zur gezielten Hydrophilierung der erhaltenen Copolymeren eingesetzt wird. Ursprünglich zur Verbesserung der Anfärbbarkeit von Polyacrylnitril-Fasern vorgeschlagen, hat AMPS aufgrund seiner Funktionalität breiten Einsatz in einer Vielzahl von Anwendungen gefunden.

## Vorkommen
Es wird nur synthetisch hergestellt. Ein natürliches Vorkommen ist nicht bekannt.

## Herstellung
2-Acrylamido-2-methylpropansulfonsäure entsteht in einer Ritter-Reaktion aus Acrylnitril und Isobuten in Gegenwart hochkonzentrierter oder rauchender Schwefelsäure und Wasser. Die neuere Patentliteratur beschreibt diskontinuierliche und kontinuierliche Prozesse, die AMPS in hoher Reinheit (bis 99,7 %) und verbesserter Ausbeute (bis 89 %, bezogen auf Isobuten) bei Zugabe von flüssigem Isobuten zu einem Acrylnitril/Schwefelsäure/Phosphorsäuregemisch bei 40 °C erzeugen.

## Eigenschaften
AMPS ist ein weißer, kristalliner, hygroskopischer Feststoff, der sich sehr gut in Wasser löst und mit Alkali- und Erdalkalimetallen gut lösliche Salze bildet. Wässrige AMPS-Lösungen reagieren wegen der vollständigen Dissoziation der Sulfonsäuregruppe stark sauer. Handelsüblich ist der Feststoff in Pulver- und Granulatform und wässrige 50%ige Lösungen der Natrium- (AMPS-Na) und Ammoniumsalze. AMPS verfügt als Acrylmonomer über ungewöhnliche Stoffeigenschaften, die es insbesondere als Comonomer in funktionellen Polymeren interessant machen:
- Hohe thermische und hydrolytische Stabilität: Die Amidfunktion im AMPS-Molekül ist durch die geminalen Methylgruppen und die Sulfomethylgruppe räumlich abgeschirmt und gegen hydrolytischem und thermischem Abbau geschützt.[8] Die Zersetzung von AMPS-Homopolymeren erfolgt ab 225 °C, von AMPS-Na-Homopolymeren sogar erst ab 307 °C.[9]

- Ausgeprägte Hydrophilie und Acidität: Die Sulfonsäurefunktion verleiht AMPS einen permanent hydrophilen Charakter und liegt weit in den sauren pH-Bereich als Sulfonat-Anion vor. Bereits geringe Anteile an AMPS (< 5 Gew.%) erhöhen die Hydrophilie von Copolymeren beträchtlich.

- Gute Löslichkeit: AMPS löst sich sehr gut in Wasser und gut in den aprotisch-dipolaren Lösungsmitteln Dimethylformamid und N-Methyl-2-pyrrolidon.

Die hohe Stabilität des AMPS bedingen seine geringe Bioabbaubarkeit. Es ist nicht mutagen und besitzt als neutrale AMPS-Na-Salzlösung eine sehr geringe Toxizität LD50 >16,000 mg/kg Ratte. Das in der Umwelt vorliegende Anion ist persistent und mobil.
Es polymerisiert leicht, auch unter Einfluss von Licht.

## Verwendung
Als Bestandteil von Copolymeren mit Acrylsäure, Acrylamid und anderen funktionellen Acryl- und Vinylmonomeren.
AMPS findet eine Reihe von Anwendungen als Additiv oder Comonomer in:
1. Textil: erhöht die Anfärbbarkeit von polyacryl- und polyesterhaltigen Textilien.
2. Farben, Lacke und Papierbeschichtung: bedingt eine höhere chemische und mechanische Stabilität von Polymeremulsionen, stabilisiert die Partikelverteilung, unterdrückt die Griesbildung und erhöht die Abriebfestigkeit von Anstrichen und Papieren.
3. Klebstoffe: verbessert die thermischen und mechanischen Eigenschaften und erhöht die Haftfestigkeit von druckempfindlichen Klebstoffformulierungen.
4. Waschmittel: steigert die Waschwirkung von Tensiden durch Bindung mehrwertiger Kationen und reduziert die Schmutzanlagerung.
5. Kosmetik und Medizin: bildet mit anderen Comonomeren hochmolekulare Polymere, die als Hydrogele und in Emulsionen als Verdicker, Stabilisator, Dispergator und Gleitmittel in kosmetischen, dermatologischen und medizinischen Zubereitungen Anwendung finden. Wird wegen seines hohen Wasseraufnahme- und -rückhaltevermögens als Comonomer in Superabsorbern für z. B. Babywindeln eingesetzt.
6. Wasserbehandlung: stabilisiert besonders in Co- und Terpolymeren mit anderen ionischen und neutralen Monomeren mehrwertige Kationen in hartem Wasser und verhindert als 'scale inhibitor' die Kesselsteinbildung und Korrosion.
7. Pflanzenschutz: erhöht in gelösten und nanopartikulären Polymerzubereitungen die Bioverfügbarkeit von Pflanzenschutzmitteln in wässrig-organischen Zubereitungen.
8. Membranen: steigert Wasserfluss, Rückhalt und Fouling-Resistenz von asymmetrischen Ultra- und Mikrofiltrationsmembranen und wird als anionische Komponente in polymeren Brennstoffzellmembranen untersucht.
9. Bau: wirkt in Copolymeren als Wasserrückhaltemittel in Mörteln und Putzen, führt zu zunehmender Dispergierbarkeit von Partikeln, erhöht das Gleitvermögen und verbessert in Copolymeren, insbesondere mit Methacryl- oder Acrylsäure, als Betonverflüssiger die mechanische und chemische Stabilität von hochfließfähigem und selbstverdichtendem Beton.
10. Öl- und Gasexploration: erhöht die Stabilität von Polymeren in Öl- und Gasfeldanwendungen gegenüber hohen Temperaturen und Drücken, sowie hohen Salzkonzentrationen, verringert die Reibung und den Flüssigkeitsverlust in Bohr- und Zementierungsflüssigkeiten und findet Anwendung in der tertiären Ölgewinnung und bei dem Hydraulic Fracturing genannten Aufbrechen von Gesteinsformationen zur Förderung von Schiefergas.
Die gegenwärtige Produktionskapazität der drei wichtigsten AMPS-Hersteller beträgt über 30.000 Tonnen/Jahr.